# 格奥尔格·约阿希姆·雷蒂库斯
格奥尔格·约阿希姆·雷蒂库斯（德語：Georg Joachim Rheticus；1514年2月16日—1574年12月4日），神圣罗马帝国奥地利数学家、天文学家、地图制作者、航海仪器制造者、医生、教师。雷蒂库斯是尼古拉·哥白尼唯一的学生，他促成了其师的著作《天体运行论》的出版。雷蒂库斯陨石坑以其命名。